# Hipposideros wollastoni
Hipposideros wollastoni је сисар из реда слепих мишева и фамилије Hipposideridae.

## Угроженост
Ова врста није угрожена, и наведена је као последња брига јер има широко распрострањење.

## Распрострањење
Врста има станиште у Западној Новој Гвинеји (Индонезија) и Папуи Новој Гвинеји.

## Станиште
Станиште врсте су шуме и пећине. 
Врста је по висини распрострањена од 30 до 1600 метара надморске висине. 
Врста је присутна на подручју острва Нова Гвинеја.

## Начин живота
Врста Hipposideros wollastoni живи у пећинским хабитатима.